# 山際順
山際 順（やまぎわ じゅん、1908年（明治41年）2月15日 - 没年不明）は、大正末から昭和期の教育者、地方公務員、政治家。長野県須坂市長（4期）。

## 来歴
長野県出身。1923年（大正12年）3月に長野県上高井農学校（現・長野県須坂園芸高等学校）を卒業。1924年（大正13年）より上高井郡豊丘尋常高等小学校に勤務し、1942年（昭和17年）まで県内の小学校、青年学校の教諭を務める。
その後、長野県庁に入庁し、西筑摩地方事務所長、1950年（昭和25年）人事委員会事務局長、1957年（昭和32年）社会部厚生課長などを歴任した。
1958年（昭和33年）5月、須坂市助役に転じ、田中邦治市長の病気退任に伴い、推されて1960年（昭和35年）1月、須坂市長に当選し同月24日に就任した。1968年（昭和43年）1月まで2期在任。1968年の選挙では3選を目指したが、松沢令之助に敗れた。同年1月23日に退任した。

### 1976年須坂市長選挙
1976年（昭和51年）1月18日の市長選挙に立候補して、前に敗れた松沢令之助との激戦を制して当選し、同年1月24日に再び市長に就任した。
※当日有権者数：-人 最終投票率：-%（前回比：-pts）
| 候補者名   | 年齢 | 所属党派   | 新旧別 | 得票数   | 得票率 | 推薦・支持 |
| ---------- | ---- | ---------- | ------ | -------- | ------ | ---------- |
| 山際順     | 67   | 無所属     | 元     | 15,635票 | 50.5%  | -          |
| 松沢令之助 | 74   | 無所属     | 現     | 14,466票 | 46.7%  | -          |
| 丸田喜一   | 49   | 日本共産党 | 新     | 877票    | 2.8%   | -          |

### 1980年須坂市長選挙
1980年（昭和55年）の市長選に立候補して、社会党推薦の新人を破って4選を果たした。
※当日有権者数：-人 最終投票率：-%（前回比：-pts）
| 候補者名 | 年齢 | 所属党派 | 新旧別 | 得票数   | 得票率 | 推薦・支持 |
| -------- | ---- | -------- | ------ | -------- | ------ | ---------- |
| 山際順   | 71   | 無所属   | 現     | 16,628票 | 51.8%  | -          |
| 永井順裕 | 46   | 無所属   | 新     | 15,487票 | 48.2%  | 社会推薦   |

1984年（昭和59年）1月23日まで2期務め市長に通算4期在任した。

### 市長として
任期中、新市建設計画に則り、市道の改良整備、須坂温泉、須坂市営動物園・博物館の建設、常備消防の設置、須坂市民会館、新市庁舎の新築、工場誘致条例制定による工場団地の造成と工場誘致、小学校の新設などを進め、従前の生糸の町から機械工業の町への転換を図った。